# Lili Estefan
Liliana del Carmen Estefan García (Santiago de Cuba, 20 de marzo de 1967), conocida simplemente como Lili Estefan, es una modelo y presentadora de televisión cubanoestadounidense. Es presentadora del programa de televisión diario El gordo y la flaca, de Univision. Es sobrina del compositor y productor musical Emilio Estefan y de la cantautora Gloria Estefan.

## Biografía
Lili Estefan nació en Santiago de Cuba el 20 de marzo de 1967. El padre de Lili es José Estefan. Cuando Lili Estefan tenía diez años, murió su madre. Lili emigró a los Estados Unidos con su padre y su hermano pequeño Juan Emilio en agosto de 1980 vía Costa Rica desde Cuba.
En 1983, con 17 años hizo su primera aparición como modelo participando en el certamen Miss Calle Ocho 1983 (ahora conocido como Miss Carnaval Miami) ganado por Janette Arteaga. Aunque no ganó, esto le abrió las puertas al mundo del modelaje en la ciudad de Miami.
Hace su primera aparición en televisión en 1986, con 19 años como modelo para el programa Sábado gigante, de Univision y Las Estrellas. En compañía de Don Francisco, Lili acapara inmediatamente la atención no solo del público, sino también del propio consagrado presentador chileno, quien la invita a aparecer en varias ocasiones en Don Francisco presenta.[cita requerida]
Lili también apareció en varios videos musicales de la Banda Miami Sound Machine de su tío Emilio Estefan y su esposa Gloria Estefan como Conga y Rhythm Is Gonna Get You.
La presentadora cubrió el funeral de Celia Cruz como parte del programa televisivo Primer impacto en vivo.[cita requerida]

## Vida personal
Estefan estableció nupcias el 22 de agosto de 1992 con Lorenzo Luaces, con quien tiene dos hijos: Lorenzo Jr. (30 de octubre de 1999) y Lina Teresa (2 de agosto de 2002). Estefan y Luaces se divorciaron en 2017 luego de que trascendiera que Luaces le había sido infiel con otra mujer.[cita requerida] En el 2025, su hija Lina Teresa se convirtió en Miss Cuba Universo 2025.

## Premios
Lili Estefan consiguió su propia estrella en el Paseo de las Estrellas en Las Vegas en 2009.

## Programas de televisión
- Sábado gigante, modelo (1986-1998). Fue copresentadora en la alfombra roja del 50.º aniversario de Sábado gigante. Cadena: Las Estrellas, Univision;
- El gordo y la flaca, copresentadora (1998-presente). Cadena: Univision Internacional, Univision;
- La familia P. Luche, ella misma (2002). Cadena: Televisa
- Mira quién baila, jueza (temporada 1-presente). Cadena: Las Estrellas, Univision;
- Eurovisión 2016, comentarios.